# Sciapus arduus
Sciapus arduus är en tvåvingeart som beskrevs av Octave Parent 1936. Sciapus arduus ingår i släktet Sciapus och familjen styltflugor.
Artens utbredningsområde är Kongo. Inga underarter finns listade i Catalogue of Life.